# NGC 4
NGC 4 est une galaxie spirale située dans la constellation des Poissons. NGC 4 a été découverte par l'astronome allemand Albert Marth en 1864.

## Histoire de la découverte
NGC 4 a été découverte par Albert Marth en 1864 en utilisant le télescope de 121,9 cm de William Lassell situé sur l'île de Malte. Marth a positionné NGC 4 à 5,2 minutes d'arc nord-est de NGC 3 qu'il a découvert la même nuit. En 1888, John Dreyer l'incorpore dans le New General Catalogue sous le nom de NGC 4, la décrivant comme une galaxie faible.
Sa faible luminosité apparente conduira au fil des années à identifier une autre galaxie faible dans la région de NGC 4 : NPM1G +07.0004, qui est tout de même à 15' sud-est de NGC 3. Cette identification est présente dans le Revised New General Catalogue (RNGC), publié en 1973 et contenant de nombreuses corrections des erreurs du catalogue original accumulés au fil des ans.
L'identification actuelle se situe à 4,7' nord-est de NGC 3, soit presque une minute d'arc au nord de la position initiale donnée par Marth, et est le résultat d'études menées sur les écrits originaux du découvreur,.

## Observation
NGC 4 est à environ 4,7' nord-est de NGC 3 et à environ 2,9' ouest de l'étoile de neuvième magnitude : SAO 109022, et présente une zone de faiblesse de forme allongée dans le sens NE-SW, pour la trouver, il faut au moins un télescope d'au moins 250 mm d'ouverture. Le noyau est évident dans les télescopes de taille majeure et ressemble à un renflement au milieu de la trainée lumineuse.

## Caractéristiques
Sa vitesse par rapport au fond diffus cosmologique est de 8 456 ± 25 km/s ce qui correspond à une distance de Hubble de 124,7 ± 8,7 Mpc (∼407 millions d'al).
NGC 4 est une faible galaxie lenticulaire de magnitude apparente visuelle 15,8 et de petite taille angulaire (0,6 × 0,3 minutes d'arc). Dans le système de classification de Hubble, NGC 4 est classée comme une galaxie lenticulaire (type SO), ce type de galaxie se présente par un noyau sphérique et mince, comme dans les galaxies spirales, mais à cause de leur faible (ou nulle) teneur en matière interstellaire, elles n'ont pas de bras spiraux.